# Cystogonopus arenosus
Cystogonopus arenosus är en mångfotingart som först beskrevs av Filippo Silvestri 1896.  Cystogonopus arenosus ingår i släktet Cystogonopus och familjen Harpagophoridae. Inga underarter finns listade i Catalogue of Life.